# Yoichi Futori
Yoichi Futori (太 洋一 Futori Yoichi?), född 3 augusti 1982 i Chiba prefektur, är en japansk före detta fotbollsspelare.
Futori började sin karriär 2005 i Rosso Kumamoto (Roasso Kumamoto). Han spelade 19 ligamatcher för klubben. Efter Roasso Kumamoto spelade han för Gamba Osaka och Tokyo Verdy. Han avslutade karriären 2013.